# Artur Alvim (distrito)
Artur Alvim é um distrito do município brasileiro de São Paulo, situado na zona leste do município, com 6,6 km² de superfície. Nele está situado um conjunto habitacional formado por prédios e residências baixas, denominado Cohab I. 
O distrito é atendido pela Linha 3–Vermelha do Metrô de São Paulo na Estação Artur Alvim. No passado, também foi atendido pela Linha E-Laranja (atual Linha 11–Coral) do Trem Metropolitano de São Paulo, cujas plataformas desativadas em 27 de maio de 2000, com a inauguração do Expresso Leste, podem ser observadas até hoje.
Bairros de Artur Alvim: Jardim Marina; Vila Nhocuné; Jardim Cardoso; Jardim São José; Parque Bela Vista; Vila Santa Tereza; Conjunto Habitacional Pe. José de Anchieta; Conjunto Habitacional Pe. Manoel da Nóbrega; Parque Artur Alvim; Cidade A.E. Carvalho (parte); Parque das Paineiras; Conj. Hab. Jardim Marcial; Jardim Nordeste; Jardim Artur Alvim; Jardim Olímpia; Jardim Coimbra; Jardim Brasil; Vila Campanela; Jardim São Nicolau.

## História
Boa parte do distrito pertencia ao antigo sítio Nhocuné, fazenda que açambarcava o que hoje é a Vila Nhocuné, a Cidade Patriarca, a Vila Guilhermina e parte de bairros adjacentes. Até 1903 pertenceu ao sr. Luiz de Oliveira Lins de Vasconcelos.
O nome do distrito é uma homenagem ao engenheiro Artur Alvim, descendente de importante família paulistana, que participou na construção do Ramal de São Paulo da Estrada de Ferro Central do Brasil, que corta o bairro, e contribuiu na construção da primeira escola municipal da região. Essa escola, já destruída, também recebeu o seu nome. Artur Alvim chegou a ser chefe da Seção de Engenharia na Administração de Herculano Velloso Ferreira Pena. 
No ano de 1921, idealizou e projetou a construção do chamado Ramal de São Paulo da Estrada de Ferro Central do Brasil que corta o distrito, e contribuiu para a construção da primeira escola municipal da região. A região, que até então era um amontoado de chácaras conhecido como Santa Teresa, desenvolveu-se a partir da vila surgida em torno da estação projetada por Alvim.

## Demografia
Evolução demográfica do distrito de Artur Alvim

## Distritos limítrofes
- Ponte Rasa (Norte)
- Itaquera (Leste)
- Cidade Líder (Sul)
- Penha (Noroeste)
- Vila Matilde (Oeste)